# Lakkiampatti
Lakkiampatti es una ciudad censal situada en el distrito de Dharmapuri en el estado de Tamil Nadu (India). Su población es de 39697 habitantes (2011). Se encuentra a 2 km de Dharmapuri y a 54 km de Salem.

## Demografía
Según el censo de 2011 la población de Lakkiampatti era de 39697 habitantes, de los cuales 20148 eran hombres y 19549 eran mujeres. Lakkiampatti tiene una tasa media de alfabetización del 88,25%, superior a la media estatal del 80,09%: la alfabetización masculina es del 82,85%, y la alfabetización femenina del 83,51%.